# Federico Lecot
Federico Lecot (* 1891; † nach 1924) war ein argentinischer Ruderer.

## Biografie
Federico Lecot gehörte bei den Olympischen Sommerspielen 1924 in Paris zur argentinischen Bootsbesatzung in der Achter-Regatta. Der argentinische Achter schied als Zweiter im Hoffnungslauf vorzeitig aus.